# Evangelische Kirche (Vockerode-Dinkelberg)

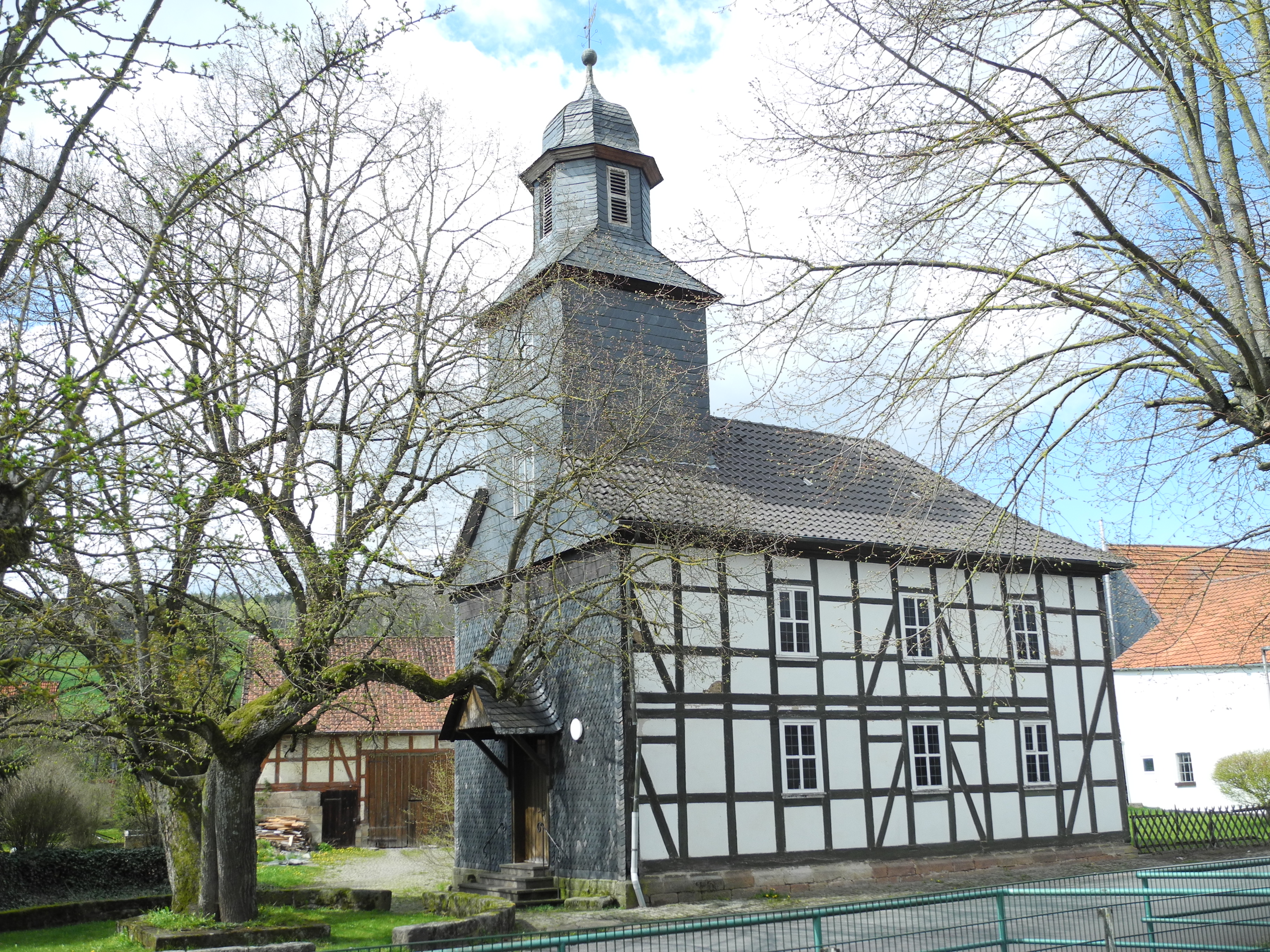
Evangelische Kirche in Vockerode-Dinkelberg

Die Evangelische Kirche Vockerode-Dinkelberg ist ein denkmalgeschütztes Kirchengebäude, das in Vockerode-Dinkelberg steht, einem Stadtteil von Spangenberg im Schwalm-Eder-Kreis (Hessen). Die Kirchengemeinde gehört zum Kirchenkreis Schwalm-Eder im Sprengel Marburg der Evangelischen Kirche von Kurhessen-Waldeck.

## Beschreibung
Die traufständige Fachwerkkirche wurde 1813 in Ständerbauweise erbaut. Im Südwesten, über dem Portal befindet sich der schiefergedeckte quadratische Dachturm. Er hat einen achteckigen Aufsatz mit Klangarkaden, den Glockenstuhl dahinter. Darauf sitzt eine glockenförmige Haube. 
Der Innenraum hat dreiseitig umlaufende Emporen. Zur Kirchenausstattung gehört eine Kanzel mit einem Schalldeckel von 1663, die hinter dem Altar steht. Die Orgel wurde 1819 von Georg Ziese gebaut.